# マイキー・ドゥアルテ
マイキー・ドゥアルテ（Mikey Duarte, 1994年4月8日 - ）は、アメリカ合衆国カリフォルニア州ロサンゼルス郡レドンドビーチ出身のプロ野球選手（遊撃手）。右投右打。MLB・シカゴ・ホワイトソックス傘下所属。
従兄弟に同じくプロ野球選手であるジェラルドとブランドンのレアード兄弟がいる。

## 経歴
2017年のMLBドラフト23巡目（全体687位）でシカゴ・ホワイトソックスから指名され、プロ入り。契約後、傘下のパイオニアリーグのルーキー級グレートフォールズ・ボイジャーズでプロデビューし、2試合に出場した。
2018年はA+級ウィンストン・セイラム・ダッシュでプレーし、6試合に出場して打率.111、1盗塁を記録した。